# Lake Wanaka

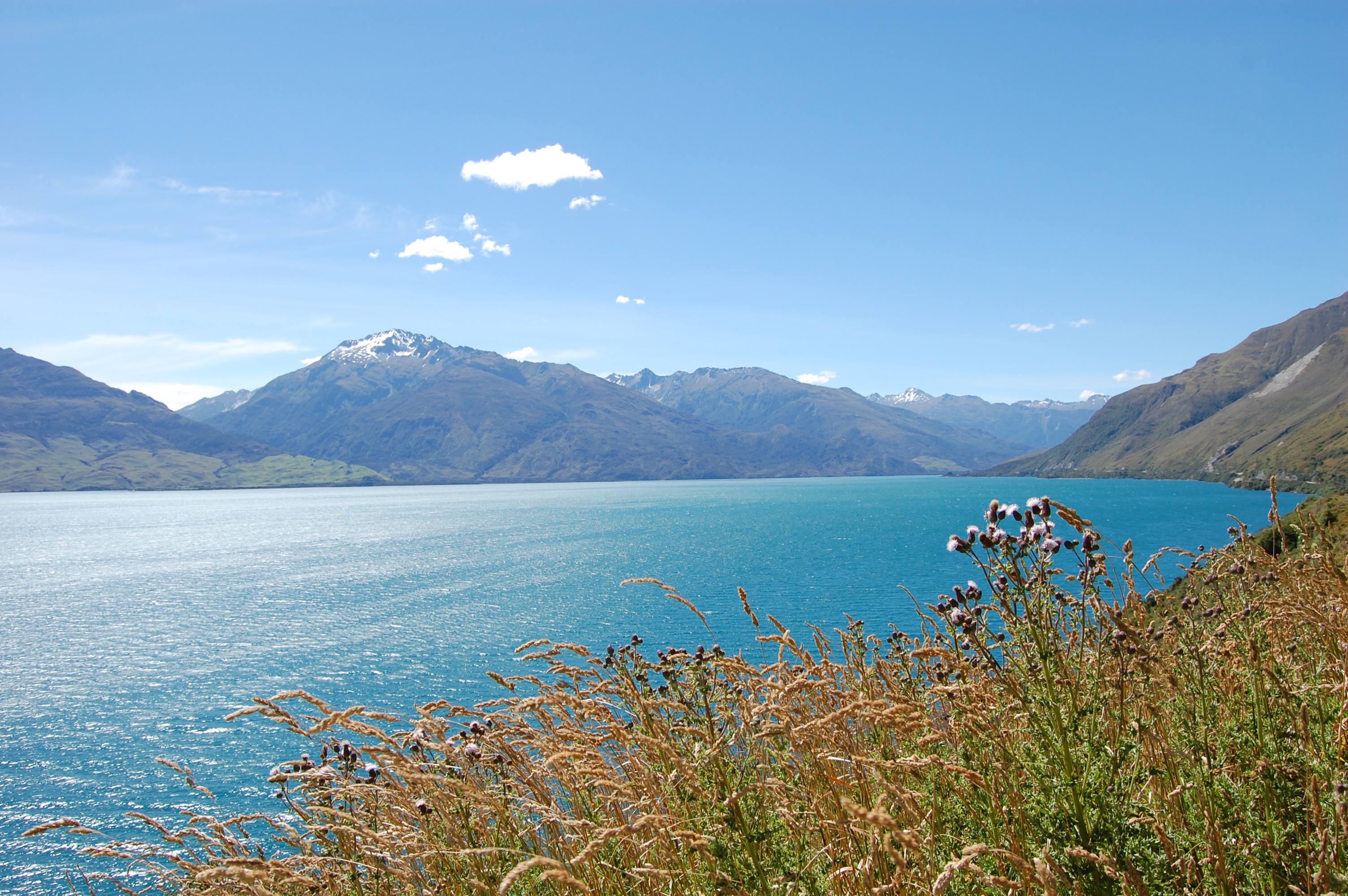
Lake Wanaka, 2009

Lake Wanaka är en sjö på Sydön i Nya Zeeland.
Namnet Wanaka är maori (Oanaka) och betyder "Anakas plats", och syftar på en lokal hövding som fanns i distriktet.

## Geografi

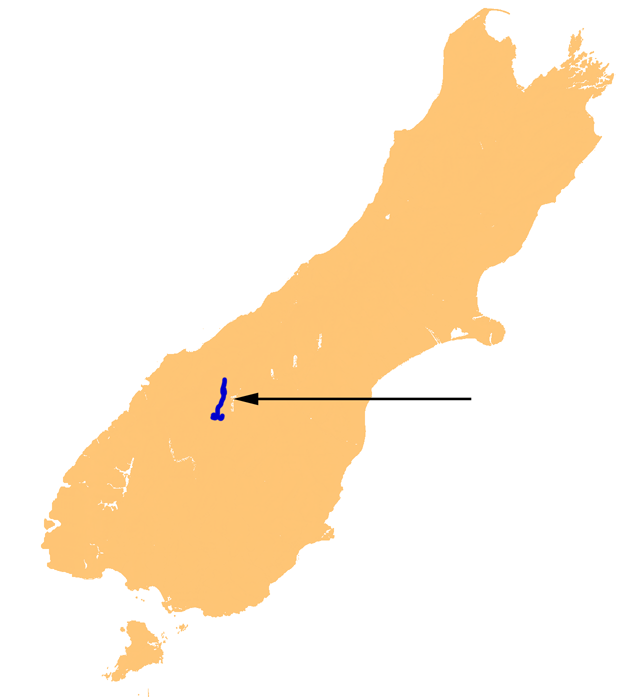
Lake Wanakas läge på Sydön i Nya Zeeland

Sjön ligger i regionen Otago, 300 meter över havet och med en yta på 193 km² är den landets fjärde största. Lake Wanaka har en nord-sydlig riktning och är drygt 4 mil lång och som mest 10 kilometer bred. Medeldjupet mäter 300 meter.
Sjön ligger i en u-dal formad av glaciärer från den senaste istiden för mer än 10 000 år sedan. Floderna Matukituki River och Makarora River är inflöden till sjön och dess utflöde är Clutha River.

## Omgivningar
Både den västra och östra stranden är omgiven av höga berg där topparna på den västra sidan reser sig 2000 meter över havet. Byarna Wanaka och Albert Town ligger vid sjön.
Lake Hāwea är en annan sjö belägen parallellt i området. Som närmast skiljer det bara en kilometer mellan dem.
Sjön är ett populärt resmål och nyttjas på sommaren för bland annat fiske och simning. De intilliggande bergen och forsarna används för äventyrsturism.
Fårskötsel utgör en betydande verksamhet i omgivningarna. 

## Djurliv och växtliv

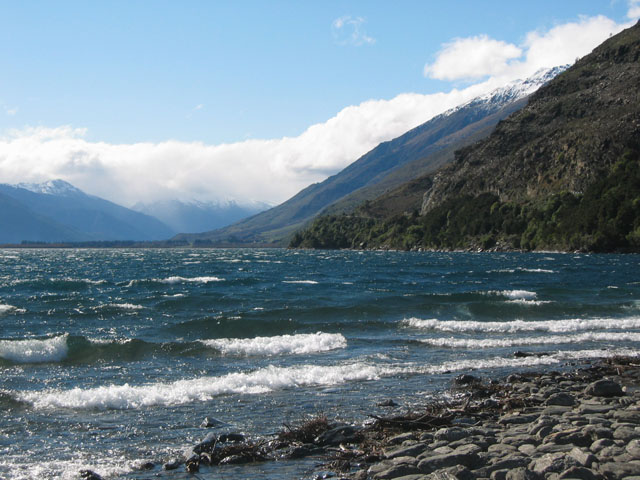
Vy, mot norr, över Lake Wanaka och dess östra strand, 2005

Lake Wanaka har flera öar, Harwich Island, Mou Tapu Island, Mou Waho Island, Ruby Island och Stevensons Island, där den sistnämnda fungerar som en fristad för wekarallen.
Dybladsväxten lagarosiphon major förekommer i sjön och har orsakat vissa problem för dess ekosystem.

## I populärkulturen
Lake Wanaka omnämns vid flera tillfällen i Mission: Impossible III som en plats filmens par besökte. Det var svaret på Tom Cruises fråga när hans fru på telefon skulle verifiera sin identitet.